# الأشراف (ينبع النخل)
الأشراف، قرية من قرى ينبع النخل في محافظة ينبع والتابعة لمنطقة المدينة المنورة في السعودية، تبعد عن المدينة المنورة () كم، وعن ينبع النخل () كم. ويسكنها الأشراف من ذوي بديوي وذوي ضفر وآل الزليباني.